# به‌سوی افتخار
به‌سوی افتخار یک مجموعهٔ تلویزیونی ایرانی به کارگردانی سیروس مقدم، نویسندگی سعید سلطانی و تهیه‌کنندگی مجید اوجی است که ۱۳۷۷ تهیه و از شبکه ۳ سیمای جمهوری اسلامی ایران پخش شد.

## داستان فیلم
این مجموعه تلویزیونی داستان یک مربی بزرگ و با اخلاق فوتبال بود که حاضر به باج دادن به مافیای فوتبال ایران نشد و از تیم دسته اول به یک تیم دسته سوم رفت و توانست آن تیم را با همه مشکلاتش به فینال جام حذفی باشگاه‌های کشور برساند.